# حسين السيد عبد القادر
حسين السيد عبد القادر كان سياسي مصري عضو في المجلس الأعلى لهيئة التحرير.